# Agonostomus catalai
Agonostomus catalai is een  straalvinnige vissensoort uit de familie van harders (Mugilidae). De wetenschappelijke naam van de soort is voor het eerst geldig gepubliceerd in 1932 door Pellegrin.